# Chukwuemeka Odumegwu Ojukwu
Chukwuemeka Odumegwu Ojukwu (Zungeru, 4 de novembro de 1933 – Londres, 26 de novembro de 2011) foi um oficial militar e político nigeriano. Ojukwu serviu como governador militar da Região Leste da Nigéria em 1966, líder separatista da República de Biafra de 1967 a 1970 e político nigeriano de 1983 até 2011, quando morreu aos 78 anos.

## Primeiros anos e educação
Chukwuemeka "Emeka" Odumegwu-Ojukwu nasceu em 4 de novembro de 1933 em Zungeru no nordeste da Nigéria, filho de Louis Odumegwu Ojukwu, um empresário de Nnewi, em Anambra no sudeste da Nigéria. Louis estava no negócio dos transportes; ele tirou vantagem da explosão comercial durante a Segunda Guerra Mundial e se tornou um dos homens mais ricos da Nigéria. Chukwuemeka começou os estudos na região de Lagos, no sudoeste da Nigéria.
Aos 13 anos, seu pai o enviou para estudar no Reino Unido, primeiro na Faculdade de Epsom e mais tarde, na Faculdade Lincoln, Oxford, onde ele recebeu um bacharelato em história. Ele retornou a Nigéria colonial em 1956.

## Início da carreira
Ojukwu se juntou ao serviço civil na Nigéria oriental como funcionário administrativo em Udi, atualmente no estado de Enugu. Em 1957, trabalhando a meses no serviço civil colonial, ele o deixou e se juntou ao serviço militar recebendo sua comissão em março de 1958 como um dos primeiros formandos universitários a se juntar ao exército como um recruta: O. Olutoye (1956); C. Odumegwu-Ojukwu (1957), Emmanuel Ifeajuna and C. O. Rotimi (1960), e A. Ademoyega (1962). Ele mais tarde estudou na escola de infantaria de Warminster, a Small Arms School em Hythe, e na Escola de Treinamento das Tropas Reais da África Ocidental em Teshie, Gana. Após ter completado o treinamento militar, ele foi enviado para o Quinto Batalhão do exército em Kaduna.
O passado e a educação de Ojukwu garantiram-lhe a promoção a posições mais altas. Naquele tempo, as tropas militares da Nigéria tinham 250 oficiais e apenas 15 deles eram nigerianos. Após servir as Forças de Manutenção da paz das Nações Unidas no Congo, sob o comando do general Johnson Thomas Aguiyi-Ironsi, Ojukwu foi promovido a tenente-coronel em 1964 e mudou-se para Kano, onde ficou no comando do quinto batalhão no exército nigeriano.

## Eventos que causaram a guerra civil nigeriana
O tenente-coronel Ojukwu estava em Kano, no nordeste da Nigéria quando o Major Patrick Chukwuma Kaduna Nzeogwu anunciou o golpe de estado em Kaduna, no dia 15 de janeiro de 1966. Foi graças a Ojukwu que o golpe não durou muito no norte, onde teve sucesso. O coronel assistente Odumegwu Ojukwu apoiou os forças leais ao comandante geral das Forças Armadas Nigerianas, o Major-General Aguiyi-Ironisi. o Major Nzeogwu controlava Kaduna, mas o golpe falhou em outras partes do país.

## Morte
Em 26 de novembro de 2011, Ikemba Odumegwu Ojukwu faleceu no Reino Unido devido a uma doença respiratória aos 78 anos. O Exército nigeriano lhe proporcionou as mais altas honras militares e fez um desfile funerário com ele em Abuja, em 27 de fevereiro de 2012, o seu corpo foi levado de volta a Nigéria antes do seu funeral no dia 2 de março. Ele foi sepultado em um mausoléu em Nnewi. Antes do desfile funerário, ele teve as cerimônias fúnebres de uma semana mais exclusivas e elaboradas na Nigéria, além do Chefe Obafemi Awolowo, em que seu corpo foi levado ao redor dos cinco estados orientais, Imo, Abia, Enugu, Ebonyi e Anambra, incluindo a capital do país, Abuja. Serviços memoriais e eventos públicos também foram realizados em sua honra em vários lugares de toda a Nigéria, incluindo Lagos e do Estado do Níger, sua terra natal, e nas terras distantes como Dallas, Texas, Estados Unidos. Seu funeral foi assistido pelo Presidente Goodluck Jonathan da Nigéria e o ex-Presidente de Gana, Jerry Rawlings, entre outras personalidades.